# Chamaeleo calcaricarens
Chamaeleo calcaricarens är en ödleart som beskrevs av  Böhme 1985. Chamaeleo calcaricarens ingår i släktet Chamaeleo och familjen kameleonter. Inga underarter finns listade i Catalogue of Life.